# Primula bungeana
Primula bungeana là một loài thực vật có hoa trong họ Anh thảo. Loài này được C.A. Mey. miêu tả khoa học đầu tiên.